# Aristolochia grandiflora
Aristolochia grandiflora, o flor del pelícano,  es una especie de enredadera de hoja caduca con flores enormes que emiten un olor desagradable para los seres humanos, pero muy atractivo para los insectos.  

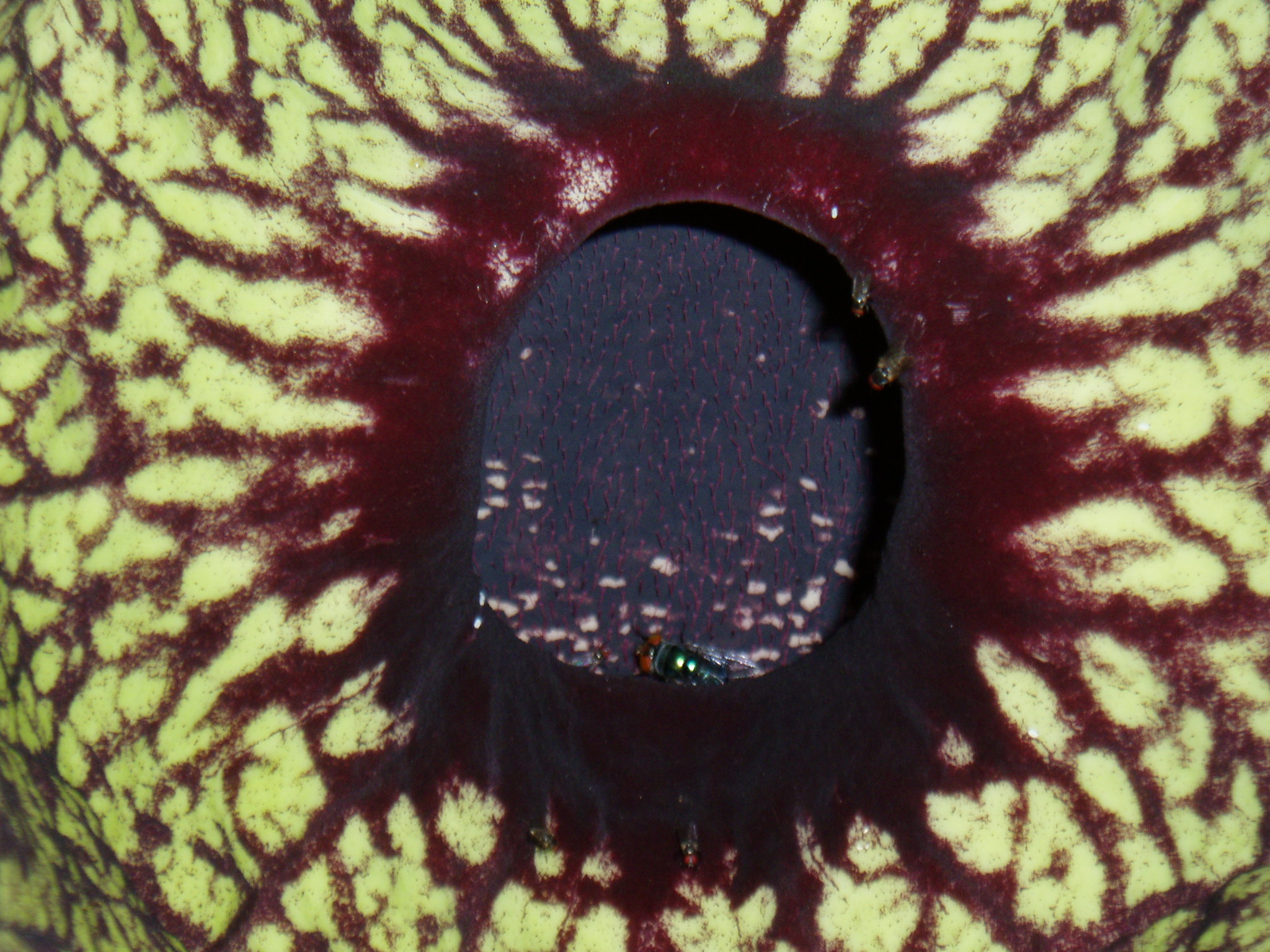
Detalle de la flor.

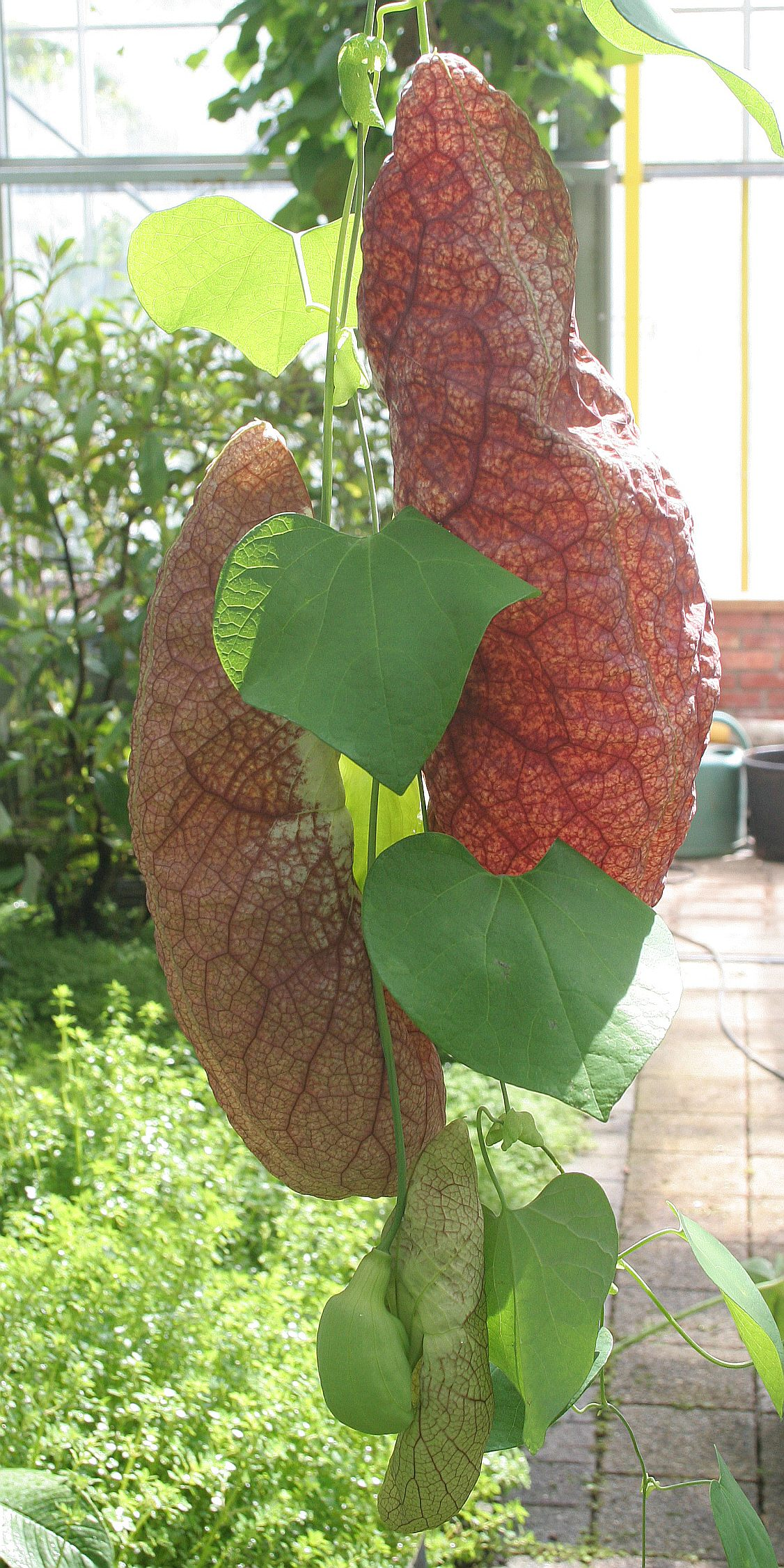
Detalle de las hojas

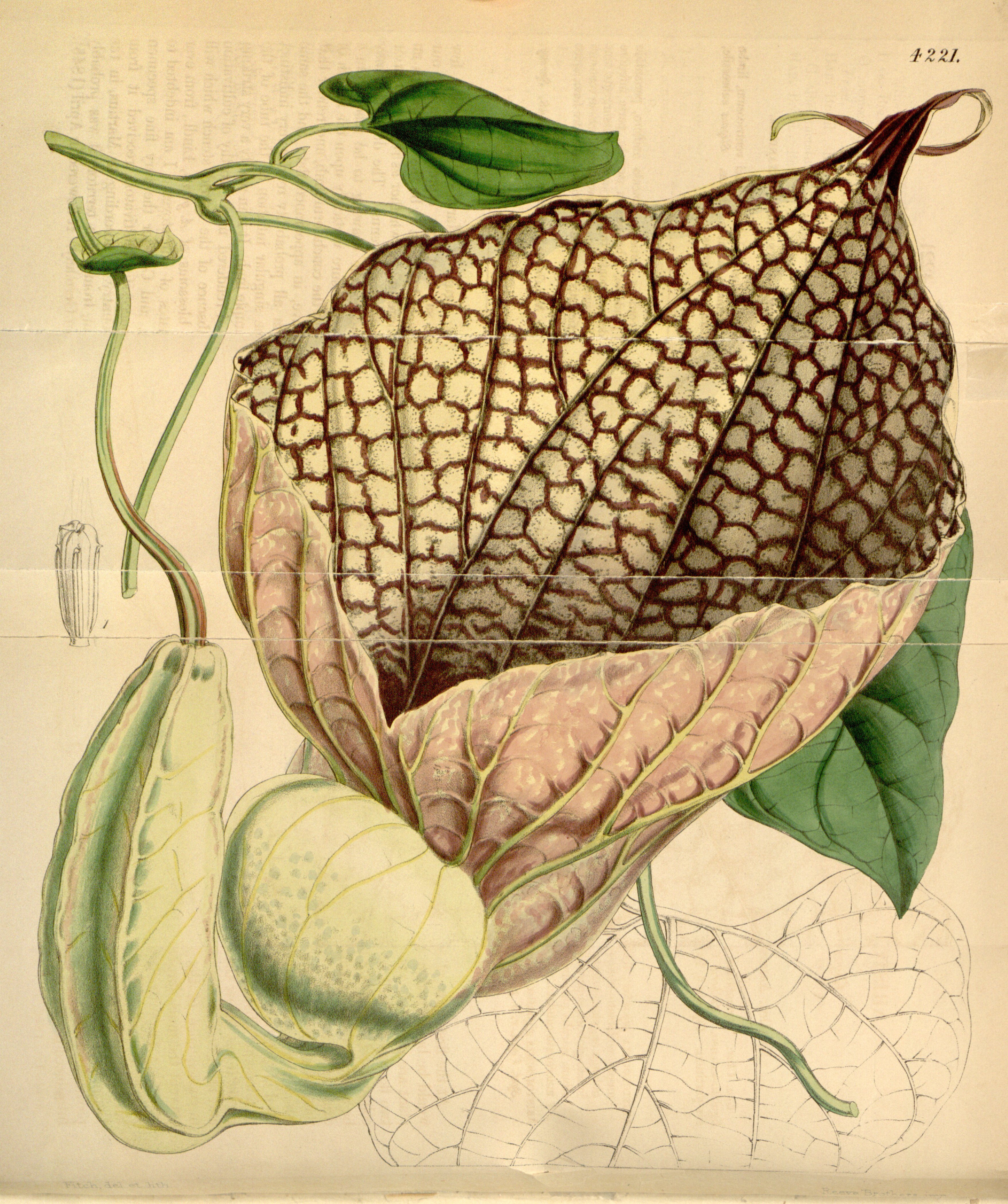
Ilustración

## Descripción
Tiene una longitud total de varios centímetros, aproximadamente de 60cm, las flores están entre las más grandes de todas las especies de América Central y están entre las flores más grandes del mundo. La flor pasa por un ciclo de fecundación de varios días en los que inicialmente atrae a las moscas en el interior de la flor, teniéndolas atrapadas allí durante un 24 horas y luego puestas en libertad otra vez.

## Distribución
La planta es nativa del Caribe, y ha sido introducida en la Florida en los Estados Unidos. Son un polo de atracción para las  mariposas.

## Usos
A. grandiflora se ha utilizado con fines ornamentales, fuente de alimento, y en la medicina tradicional. Esta especie contiene diversos alcaloides (bisbenzylisoquinolinico y 8-benzylberberinico)  que ayudan a las defensas químicas contra los insectos y microbios de plantas. A. grandiflora es una fuente de alimento para las larvas de la mariposa cola de golondrina. Estas mariposas se hacen desagradables a los depredadores cuando consumen los terpenos en esta planta. La investigación farmacéutica se está haciendo en estos compuestos para usos como antiinflamatorio para la artritis, neuro-protector para la enfermedad de Parkinson  y antimicobacteriana.  Alcaloides de esta especie actúan como desinfectantes y se han utilizado para curar las mordeduras de serpiente. Toda la planta de A. grandiflora contiene compuestos que repelen las serpientes y desactivan los venenos de serpientes. Los aceites esenciales se encuentran en los tallos y las raíces (α-Phellandrene y linalool), en las hojas (germacreno D y γ-elemene) y en el tallo y la flor (trans -nerolidol y geraniol). Sin embargo, el uso de esta planta representa un riesgo, ya que contiene la toxina ácido aristolóquico, que es cancerígeno. El USDA ha prohibido todos los productos que contengan este compuesto.

## Taxonomía
Aristolochia grandiflora fue descrita por  Peter Olof Swartz y publicado en Nova Genera et Species Plantarum seu Prodromus 126. 1788.
Etimología
Aristolochia: nombre genérico que deriva de las palabras griegas aristos ( άριστος ) = "que es útil" y locheia ( λοχεία ) = "nacimiento", por su antiguo uso como ayuda en los partos.  Sin embargo, según Cicerón, la planta lleva el nombre de un tal "Aristolochos", que a partir de un sueño, había aprendido a utilizarla como un antídoto para las mordeduras de serpiente.

La aristoloquia se llamó ansí por parecer que a las mujeres socorría en el parto........La redonda tiene virtud contra todas las otras ponzoñas; mas la luenga resiste el daño de las serpientes y de cualquier veneno mortífero si se bebe una dracma della con vino y se aplica también por de fuera. Bebida con pimienta y con mirra expele el menstruo, las pares y la criatura del vientre; y lo mismo hace metida en la natura de la mujer. Pedacio Dioscórides Anazarbeo, acerca de la Materia Medicinal y de los venenos mortíferos. Andrés Laguna. 1566, Salamanca.

grandiflora:, epíteto latino compuesto de grandi y flora que significa "flora grande".
Sinonimia
- Aristolochia cordiflora   auct.   [ 872 - 273 ]
- Aristolochia gigas Lindl.   1842   Bot. Reg. t. 60 [ 875 - 273 ]
- Aristolochia sturtevantii   (hort.)[9]
- Aristolochia gigantea Hook.
- Aristolochia gigas var. sturtevanti S.Watson
- Aristolochia grandiflora var. hookeri Duch.
- Aristolochia pichinchensis Pfeifer
- Howardia foetens (Lindl.) Klotzsch
- Howardia gigantea (Mart. & Zucc.) Klotzsch
- Howardia glaucescens (Kunth) Klotzsch
- Howardia grandiflora (Sw.) Klotzsch[10]